# Palazzo Scanderbeg
Il Palazzo Scanderbeg o Palazzetto Scanderbeg è un palazzo di Roma, nel rione Trevi, situato in Piazza Scanderbeg. Il suo nome deriva dall'eroe nazionale albanese Giorgio Castriota Scanderbeg, che acquistò il palazzo nel quindicesimo secolo.

## Storia

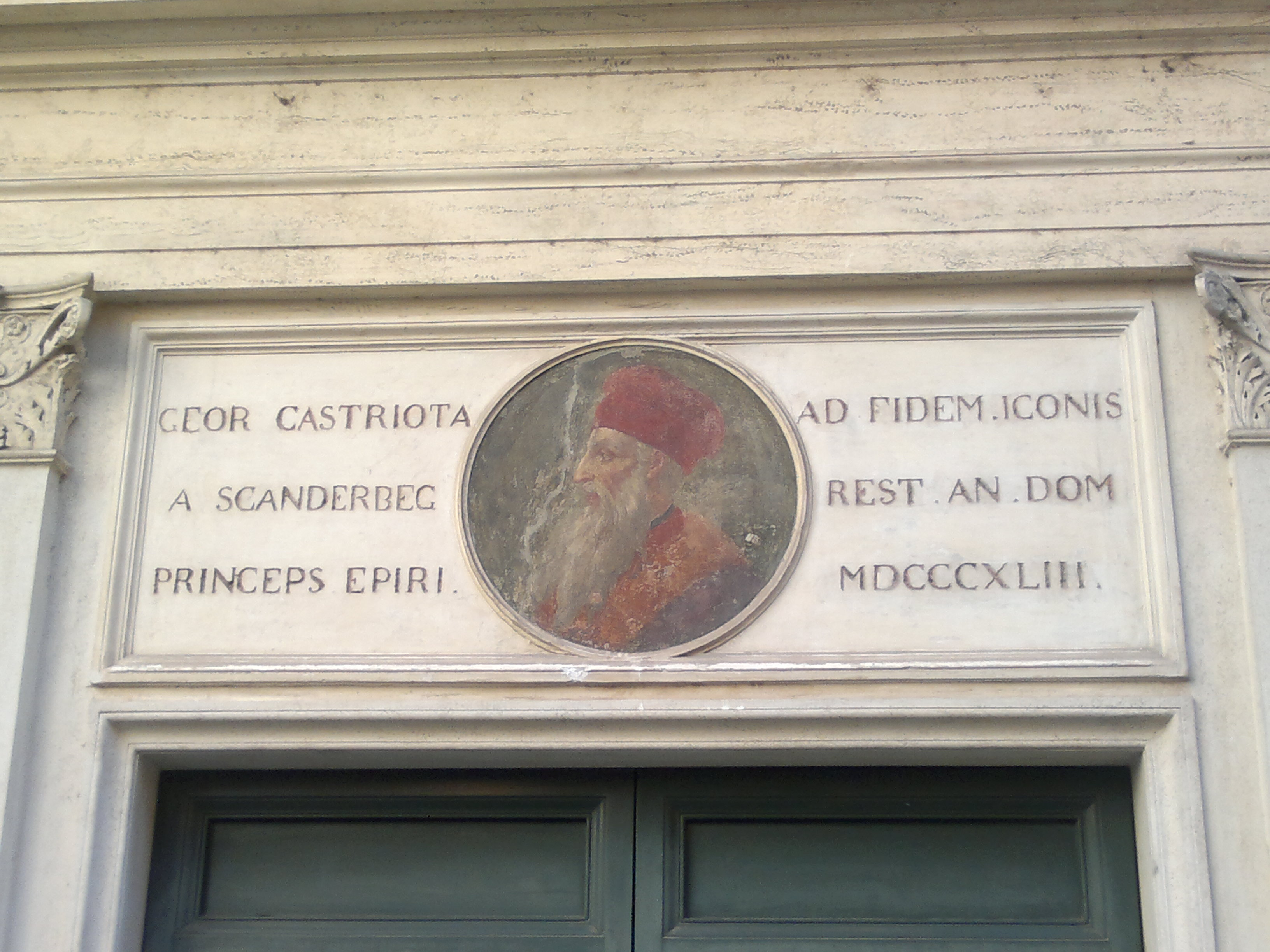
Il ritratto di Giorgio Castriota Scanderbeg all'entrata del palazzo.

In questa dimora alloggiò Giorgio Castriota Scanderbeg durante il suo viaggio a Roma nel 1466, quando venne a chiedere aiuto al papa Paolo II nella guerra che lo stato cristiano albanese stava conducendo contro gli Ottomani, che allora avevano invaso i Balcani.
L'aspetto attuale del palazzo si deve a un restauro del 1843, ma c'è un elemento che è rimasto immutato nel tempo: sopra il portale d'ingresso è presente un ritratto di Giorgio Castriota Scanderbeg che, a quanto pare, egli stesso chiese che venisse restaurato se necessario. Ai lati del tondo che contiene il ritratto è presente un'iscrizione in latino che ricorda il restauro del palazzo nel 1843.
Dato che il nome di Scanderbeg non era facile da pronunciare per la popolazione romana, questo venne corrotto in "Scannabecchi", un nome che venne adoperato per qualche secolo, prima di tornare al nome effettivo del condottiero. Tale nome si estese anche alla piazza e al vicolo che prendono il nome dal palazzo.
Nel XX secolo il palazzo fu la sede del Museo nazionale delle paste alimentari, mentre dopo un restauro nel 2016 divenne un albergo dopo che il museo si trasferì sulla Via Flaminia.